# Escândalos do Priorado de Littlemore

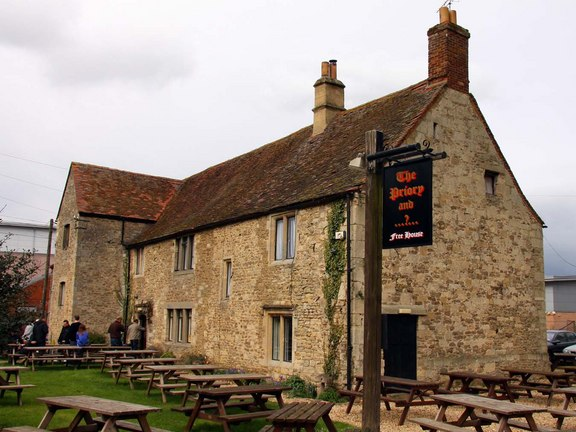
O único edifício monástico remanescente do Priorado de Littlemore, visto em 2009 após a sua conversão em The Priory and...? casa pública; o arqueólogo Wiliam Pantin sugere que isso fazia parte da faixa leste do claustro.

Os escândalos do Priorado de Littlemore ocorreram entre 1517 e 1518 e envolveram acusações de imoralidade sexual e, às vezes, violência brutal entre as freiras e a prioresa do Priorado de Littlemore. O priorado beneditino de Oxfordshire - que era muito pequeno e pobre - tinha uma história de relações conturbadas com seu bispo, mas o escândalo que veio à luz em 1517 tornou-se uma causa célebre para contribuir para a eventual supressão do prior em 1525. Littlemore naquela época, Katherine Wells, dirigia o priorado com rígida - e frequentemente violenta - disciplina. Ela foi acusada de regularmente colocar freiras nos estoques por longos períodos, além de agredi-los fisicamente. Ela também teve um bebê pelo capelão do priorado e, como resultado, havia penhorado as jóias do priorado para pagar pela educação da criança. Ela entretinha os homens em sua sala de visitas - mesmo depois de o bispo ter ficado ciente das acusações - que envolviam muita bebida. Pelo menos uma outra freira também teve um filho e, em uma ocasião, vários deles saíram do convento através de uma janela e fugiram para as aldeias vizinhas por algumas semanas.
O priorado, embora em Oxfordshire, ficou sob a égide de William Atwater, bispo de Lincoln. Provavelmente tendo ouvido os rumores bem divulgados do estilo de vida irregular das freiras, ele iniciou uma investigação. O problema continuou, no entanto, e em uma investigação subsequente, o bispo ouviu reclamações tanto das freiras quanto da prioresa, que fizeram acusações umas contra as outras. Wells foi convocado à corte do bispo em Lincoln para enfrentar acusações de corrupção e incontinência, que acabaram por levá-la a ser demitida do cargo. O fim do caso é desconhecido, uma vez que os registros não sobreviveram, mas os historiadores consideram provável que tenha sido encontrado em Littlemore um comportamento que encorajou a supressão de várias casas por parte do Cardeal Wolsey - incluindo Littlemore - na tentativa de melhorar a imagem da igreja na Inglaterra durante o início dos anos 1520. Wells - ainda agindo como prioritário no fechamento - recebeu uma pensão vitalícia; a casa tornou-se uma fazenda e foi gradualmente derrubada. Um edifício original permaneceu no século XXI.

## Fundo
Um certo monge de Rievaulx que é estudante em Oxford e é da ordem cisterciense tem acesso comum e frequente ao priorado, comendo e bebendo com a prioresa e passando a noite lá às vezes por três, às vezes por quatro dias a fio.

William Alnwick's Records of Visitation, 1436–49
O priorado beneditino em Littlemore foi fundado no século XII nos últimos anos do reinado do Rei Estêvão por Robert de Sandford. Sempre uma pequena casa de aproximadamente 1245 a história do prior é obscura, não mencionada em registros tanto episcopais quanto governamentais. No final da Idade Média, as freiras de Littlemore - agora em número de sete - foram relatadas como não vivendo de acordo com seu governo. Em 1445, o priorado foi visitado por agentes do então bispo de Lincoln William Alnwick. Após a inspeção, eles relataram que as freiras não conseguiam jejuar e comiam carne todos os dias. Além disso, a prioresa, Alice Wakeley, recebia regularmente um monge cisterciense e um funcionário leigo em seus aposentos para fazer sessões de bebida. Havia muita fofoca local, e parece ter sido de conhecimento comum que as freiras compartilhavam as camas, aparentemente porque o dormer principal era estruturalmente inseguro. O bispo instruiu que as freiras usassem camas separadas, e que nenhum leigo - "especialmente estudiosos de Oxford" - deveria ser admitido no priorado. Nos primeiros anos do século XVI, a congregação havia sido reduzida a prioresa e a cinco freiras; três deles - Elizabeth, Joan e Juliana eram irmãs de sobrenome Wynter.

## Atwater investiga, 1517
Em 17 de junho de 1517, o Priorado de Littlemore recebeu a visita do Dr. Edmund Horde, comissário do bispo William Atwater, de Lincoln, acompanhado pelo chanceler episcopal, Richard Roston. As razões para sua visita são desconhecidas, embora Eileen Power sugira que por volta dessa época, Atwater "despertou para a condição moral de Littlemore". O comperta subseqüente da Horda - que foram apresentados como conclusões de fato, e foram efetivamente acusações - foram abrangentes. Em primeiro lugar, ele sugeriu que as freiras mentiram para ele, por ordem de suas comidas anteriores, a partir do momento em que ele chegou. Eles haviam lhe dito que tudo estava bem - "omnia bene" - em Littlemore; isso não foi, ele descobriu, o caso. Esperava-se que investigadores como a Horda fossem meticulosos, "examinando cada membro da casa, indo aos mínimos detalhes, e fazendo um grande esforço para chegar à verdade".
A Horda relatou que a prioresa, Katherine Wells, teve uma filha ilegítima de um capelão de Kent, um Richard Hewes, que provavelmente era responsável pelos sacramentos do priorado. Thomson sugere que isso havia acontecido claramente há alguns anos, mas havia sido "ocultado ou deliberadamente ignorado pelas autoridades". Hewes ainda visitavam duas ou três vezes por ano, disseram as freiras, e deveriam voltar no início de agosto. Enquanto ele estava lá, Hewes e Wells viviam como um casal, e seu filho morava entre as freiras. Wells, escreveu Horde, pretendendo que sua filha fizesse um bom casamento, havia roubado "pannes, pottes, candilsticks, basynes, shetts, pellous [e] federe bedds" e outros móveis da loja comum para o dote da menina. De acordo com os registros do bispo, embora as freiras implorassem a Wells que desistisse de Hewes, "ela respondeu que não faria isso por ninguém, pois ela o amava e o amaria". As relações sexuais clandestinas não eram da competência exclusiva da priora; pelo menos uma outra freira - provavelmente Juliana Wynter - também teve um filho de um acadêmico casado de Oxford um deles John Wikesley - dois anos antes. As freiras, por sua vez, queixaram-se a Horde que Wells era brutal em sua manutenção da disciplina, e que, quando eles tentavam abordar o assunto com ela, ela os colocava nos estoques. A historiadora Valerie G. Spears sugeriu que Wells era obcecado com disciplina, mas que isso era, por um lado, "autodestrutivo" e, por outro lado, encorajado pelo servilismo das freiras.
As freiras também se queixaram de que nenhum esforço foi feito para manter o convento ou seus edifícios, e eles apontaram para o telhado e paredes danificados e vazando. Dependências essenciais foram alugadas por Wells para os vizinhos seculares do priorado, e ela mesma manteve as rendas. Eles também protestaram contra sua roupa decrépita, comida pobre e insuficiente e cerveja ruim. Horda descobriu que a maior parte da riqueza da fundação do priorado, incluindo suas jóias, havia sido penhorada ou passada na "vida má" da priora. Ao mesmo tempo, as freiras careciam de necessidades básicas, incluindo comida e roupas, e não podiam comprar nada para si mesmas, já que a priores regularmente confiscava seus estipêndios. Estes, disseram, foram enviados para fora do priorado por Wells para serem distribuídos entre seus parentes. Seu comportamento geral, disseram eles, também deu um mau exemplo: em vez de passar seus dias em contemplação ou administração da casa, ela vagaria pela zona rural circundante sem companhia além de uma criança de uma aldeia próxima. Horde ouviu que tal estado de coisas estava prejudicando o recrutamento: mulheres que poderiam ter pensado em tomar o véu em Littlemore viram as condições que seriam esperadas viver e foram para outro lugar. Em pelo menos uma ocasião, alegou-se, um potencial recruta não só saiu imediatamente, mas passou a anunciar o mau estado do priorado em toda a Oxford. Potenciais benfeitores também estavam sendo dissuadidos. O historiador da igreja Philip Hughes sugere que as freiras exigiram que a Horda corrigisse suas queixas e que eles pediram permissão para sair de casa para outro se ele não pudesse, possivelmente por medo da retribuição esperada de Wells depois que a Horda partiu.

### Visita do bispo
As circunstâncias de Littlemore parecem não ter mudado no ano seguinte. Em 2 de setembro de 1518, Atwater visitou Littlemore pessoalmente. Embora esperasse melhorias - ele pretendia, disse ele, "trazer alguma reforma" em Littlemore - o bispo ficou desapontado. Nesta visita, Wells reclamou para ele que as freiras se recusaram a obedecê-la. Elizabeth Wynter, relatou, "brincou e brincou" no claustro com homens de Oxford, e, ajudada por suas irmãs, desafiou as tentativas da priores para corrigi-la. Por exemplo, explicou a priora, ela colocou Elizabeth nos estoques da sala apenas para três de seus colegas - as outras duas irmãs Wynter e uma Anna Wilye - para abrir a porta e soltá-la. Wells deve ter trancado Wynter, pois seus socorristas também quebraram a fechadura. Os quatro então atearam fogo às ações e barricaram a porta contra Wells. Ela convocou ajuda de vizinhos e servos, mas antes que a ajuda chegasse, as freiras haviam quebrado a janela e escapado para uma aldeia próxima. Lá eles se esconderam com um vizinho simpático - "um Inglyshe" - por algumas semanas, e foram apostastizados como resultado. Eles também foram persistentemente desrespeitosos durante a missa, jogando, tagarelando e rindo alto durante todo o tempo - "mesmo na elevação" - apesar de sua suposta obediência à atenção e ao decoro, com comportamento arbitrário. Wells reclamou que, apesar de terem passado dois anos desde que Juliana Wynter havia dado à luz, ela não tinha aprendido nada sobre os erros de seus caminhos e ainda buscava avidamente a companhia dos homens.
As freiras, por sua vez, queixaram-se de que a prioresa havia vendido toda a madeira e que Hewes estava com a prioresa por mais de cinco meses. Pior, após a visitação anterior, ela impiedosamente puniu aqueles que tinham falado a verdade sobre Littlemore a Edmund Horde. Anne Wilye passara um mês no estoque e Elizabeth Wynter fora espancada fisicamente na capela e no claustro. O bispo foi informado de que Wells havia atingido Elizabeth "na cabeça com os punhos e os pés, corrigindo-a de uma maneira excessiva", e repetidamente estampado nela, quando Wynter acabou voltando da vila com ela. colegas fugitivos. As freiras também alegaram que, apesar das promessas de Wells a Atwell, o capelão Hewes continuara a visitar a prioresa desde a visitação da Horda. Logan sugere que pode ter sido Elizabeth quem relatou Wells à Horda na visita de 1517 e que esta era a vingança da prioresa. Uma freira, Juliana Bechamp - que parece não ter se envolvido nos vários problemas - disse ao bispo que estava "envergonhada de [estar] aqui [sob] o malvado ruele [da] minha dama". Os escândalos que cercavam o Priorado de Littlemore eram de conhecimento público, e ambas as priores e freiras tinham seus partidários na cidade de Oxford. O historiador Peter Marshall descreveu-os como "atraentes", e Spears sugere que eles forneceram "a mídia sensacionalista do dia com uma cópia lucrativa".

### Confissão da prioresa
Alguns meses depois de sua visita, o bispo Atwater convocou Katherine Wells para sua corte em Lincoln. Ela enfrentou inúmeras acusações que incluíam incontinência e imoralidade deliberada. O processo durou vários dias, diz Bowker, durante o qual ela foi interrogada tanto pelo bispo quanto por seus oficiais, incluindo o canonista episcopal do conselho, Dr. Peter Potkyn.
Inicialmente, Wells negou as acusações, mas o peso das provas da Horda forçou uma confissão. Ela revelou que sua filha tinha morrido em 1513, mas também que ela ainda tinha dado a Richard Hewes uma parte da placa de prata do prior desde então, incluindo uma taça de prata no valor de cinco marcos. Ela alegou ter mantido o mesmo estilo de vida nos oito anos anteriores, mas que ninguém nunca havia perguntado sobre os assuntos de Littlemore durante todo esse tempo. Em vez disso, ela disse, o priorado não teve nenhum contato com o funcionalismo, exceto por uma ocasião em que ela havia recebido algumas injunções eclesiásticas alguns anos antes. No último dia da audiência, Atwater reuniu as provas e pronunciou seu julgamento.
Como punição, Wells foi demitido de seu escritório, embora lhe fosse permitido cumprir os deveres do dia-a-dia que a casa exigia até que um substituto fosse organizado. Isto foi na condição estrita de que ela não faria nada além disso sem a autorização pessoal da Horda, especialmente em relação a questões de disciplina interna. O historiador J. A. F. Thomson descreveu a situação - especificamente a demissão de Wells pelo bispo, sabendo que ela teria que continuar -, demonstrando a "inadequação das visitas como forma de reforçar a disciplina". O medievalista Eileen Power concorda que "mostra quão inadequada, em alguns casos, foi o mecanismo episcopal de controle e reforma" de instituições como Littlemore. Ela coloca a culpa pela condição de Littlemore diretamente nos ombros de Wells pessoalmente - com ela "incontinência habitual [e] perseguição de suas freiras" - que ela descreve como "uma prioress particularmente ruim". Power observa que tal situação era muito mais provável de surgir em casas pequenas e pobres - que muitas vezes já "lutam pela sobrevivência", sugere o medievalista F. D. Logan em casas com riqueza independente. Spears concorda com o poder sobre a irresponsabilidade da prioresa, sugerindo que se suas freiras subsequentemente se comportarem mal, "seria surpreendente" se isso não fosse o resultado de observar, aprender e copiar do comportamento e abordagem de Wells. Spears observa que, como Wells utilizou a disciplina "errática e agressiva", as freiras parecem ter se comportado reciprocamente em relação a ela.

## Consequência

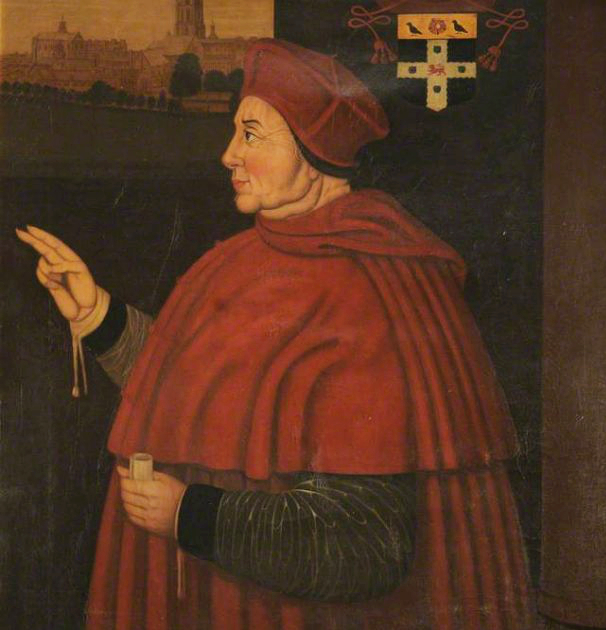
Retrato de Sampson Strong, de c.1610, do Cardeal Wolsey, com o novo colégio de Wolsey no fundo do canto superior esquerdo

Os historiadores não sabem o que, se algum, a ação que Atwater tomou em relação a Littlemore após sua visita, já que os registros subsequentes não existem mais e nem Littlemore nem seus habitantes recebem mais menção no Registrum do bispo. Nem sabemos o que, se houver, medidas que a Horde tomou enquanto o prior estava sob seus cuidados. Em 1525, o ministro-chefe do rei, o cardeal Wolsey, estava fundando sua nova escola de educação humanista - Cardinal College, em Oxford - para a construção da qual precisava de fundos. Para levantar o que ele precisava, ele solicitou e adquiriu uma bula papal autorizando-o a suprimir vários mosteiros decadentes de sua escolha. Aos olhos de Wolsey, isso também teve o benefício de ajudar a reparar a reputação da igreja na Inglaterra, que as casas decadentes e seus habitantes haviam ajudado a dar. Littlemore foi um dos priorados que escolheu para a dissolução. A condição da casa e sua reputação de escândalo - além do desejo de Wolsey de expandir a Universidade - justificaram essa decisão, argumentou Power. Que Littlemore se provou intratável - incapaz de reformar-se ou de se permitir ser reformado - provavelmente o tornou um provável candidato à dissolução, que era, diz Margaret Bowker, "a única maneira de impedir sua desobediência se espalhando". Hughes descreveu Littlemore como sendo, para Wolsey, simplesmente uma casa "que nunca seria perdida".
Na época de seu encerramento, Littlemore Priory valia em torno de £ 32 por ano. Nos próximos anos, suas terras e receitas foram entregues para a nova faculdade de Wolsey. Os habitantes não receberam mais punição. De fato, como a última priora, Katherine Wells recebeu uma pensão anual de £ 6 13s 4d, e as freiras que foram apostatadas por causa de seu mau comportamento foram absolvidas. Quando Wolsey caiu de potência em 1529, Littlemore Priorado-, juntamente com o resto da sua riqueza e propriedades- revertidos para a coroa.
Eileen Power descreveu as condições de Littlemore no início do século XVI como sendo "um dos piores conventos para os quais os registros sobrevivem". Ela ilustra, sugere ela, que embora Thomas Cromwell tenha exagerado o caso, havia claramente alguma base na história recente para as alegações de instituições decadentes e comportamento obsceno que ele usou como justificativa para a dissolução maciça dos mosteiros de 1536–3939. Quanto a Dom Atwater, Bowker sugeriu que, embora tenha feito esforços conscienciosos para reformar casas recalcitrantes dentro de sua jurisdição, Littlemore Priory é apenas um exemplo de seu fracasso em lidar com o problema ao longo de sua carreira. Ela argumenta, no entanto, que os esforços de Atwater nesse sentido anteciparam, de um modo pequeno, as tentativas de Martin Luthero de reformar a igreja.
Os poucos edifícios que compunham o convento foram logo se transformou em fazendas, mas apenas a leste da granja do claustro de Littlemore sobreviveu até o século XXI. Descrito pelos Edifícios da Inglaterra de Pevsner como "um edifício retangular com um pequeno bloco de duas águas", este originalmente abrigava o dormitório das freiras no primeiro andar e a casa do capítulo e sala da priora no chão. Foi convertido em um pub no final do século XX, embora este tenha sido fechado em 2015. O fechamento do pub apresentou a oportunidade para uma pesquisa arqueológica do local; um número de "sepulturas muito incomuns" foram descobertos dentro dos distritos do priorado, incluindo um que provavelmente tinha sido uma prioresa, um corpo que havia recebido um traumatismo direto na cabeça, e uma mulher que foi enterrada com um bebê.